# Février 2005 en France

## Mardi1erfévrier
- Début des débats à l'Assemblée nationale pour assouplir la loi des 35 heures de travail hebdomadaire.
- Le Conseil de Paris adopte un nouveau plan local d'urbanisme interdisant pour quinze ans la construction de bâtiments de plus de 35 mètres de hauteur. Les espaces verts devraient en revanche bénéficier d'une extension de 30 hectares supplémentaires.

## Mercredi2 février
- Internet : Les poursuites judiciaires se multiplient contre les pirates téléchargeant de la musique ou des films sur internet. En réaction, un groupe d'artistes signe un manifeste demandant un arrête des poursuites judiciaires contre les internautes et une modification de la loi sur la propriété intellectuelle.
- Vendée Globe : Vincent Riou remporte la course en solitaire autour du monde sur PRB en 87 jours, 10 heures et 47 minutes, améliorant le record de l'épreuve de près de six jours.

## Jeudi3 février
- Le skieur de fond Vincent Vittoz est contrôlé positif au furosémide. Si la contre-expertise confirme le cas, Vittoz, porte drapeau du ski nordique français, sera suspendu deux ans, et ne pourra pas participer aux Jeux olympiques d'hiver de 2006.

## Samedi5 février
- Plus de 300 000 personnes manifestent à Paris, en Nation et République, pour la défense des RTT et pouvoir d'achat.
- Reprise du service des Batobus sur la Seine à Paris. Ce service qui dessert huit escales ne fonctionnait depuis 1989 qu'entre le printemps et l'automne.
- Tournoi des Six Nations : Le XV de France s'impose sur le fil 16-9 face au XV d'Écosse.
- La France s'incline 35-32 face à la Croatie en demi-finale du Championnat du monde de handball masculin 2005.

## Mardi8 février
- Discours de Condoleezza Rice à la Fondation nationale des sciences politiques. La chef de la diplomatie américaine appelle de ses vœux une coopération transatlantique.
- Ski nordique : Contre expertise négative pour le skieur français Vincent Vittoz qui pourra donc défendre ses chances aux championnats du monde de ski nordique puis aux Jeux olympiques d'hiver de 2006.
- Football : Le Paris Saint-Germain se sépare de son entraîneur, Vahid Halilhodžić.

## Jeudi10 février
- Manifestations de plus de 100 000 lycéens contre le projet de loi Fillon réformant le Baccalauréat.
- Le rappeur Kool Shen annonce qu'il arrête sa carrière de chanteur. Il se consacre désormais à la production.

## Vendredi11 février
- Mgr Lustiger cède sa place d'archevêque de Paris à Mgr André Vingt-Trois.

## Samedi12 février
- Mission réussie à Kourou pour le lanceur Ariane 5.

## Dimanche13 février
- Une violente explosion détruit le Théâtre de l'Empire à Paris.
- Face à la contestation lycéenne, le ministre François Fillon retire tout ce qui concerne le Bac dans son projet de loi controversé.

## Lundi14 février
- Tremblement de terre en Guadeloupe (magnitude 5,7), réplique du séisme du 21 novembre 2004.

## Mardi15 février
- Nouvelle manifestation lycéenne pour le retrait complet du projet de loi fillon.

## Mercredi16 février
- Le champion cycliste américain Lance Armstrong annonce qui sera présent sur le Tour de France 2005.
- « Le Canard Enchaîné » lance « l'Affaire Gaymard » en dénonçant les dépenses somptuaires faites pour loger le ministre.
- Accord entre la France et les États-Unis concernant Executive Life. La France accepte de verser 150 millions de dollars. Un jury populaire américain donnera finalement raison à la France en 2013, rendant l'accord inutile.

## Jeudi17 février
- Dernier jour pour convertir ses pièces en francs à la Banque de France.
- Perquisitions dans le monde du football français : clubs (PSG, OM, Lens, Lyon et Bordeaux), médias (Canal+, TPS, Eurosport et Sport plus), Jean-Claude Darmon Conseil et même Ligue et Fédération.

## Vendredi18 février
- Le ministre de la justice demande l'ouverture d'une enquête à la suite d'un nouveau dérapage de Dieudonné.
- Le président de la Polynésie française, Gaston Flosse, est renversé par une motion de censure de l'indépendantiste Oscar Temaru.
- Grève surprise à Orly des agents de piste à la suite du décès d'une hôtesse qui a chuté d'une passerelle.

## Dimanche20 février
- Dernière messe de Mgr Lustiger à Notre-Dame de Paris.

## Lundi21 février
- Rapprochement diplomatique entre la France et les États-Unis. Un diner Jacques Chirac - George W. Bush a lieu à Bruxelles.
- Jean Tiberi, ancien maire de Paris, obtient un non-lieu dans l'affaire des HLM de la Ville de Paris.

## Mercredi23 février
- « Le Canard Enchaîné » poursuit son enquête sur le patrimoine immobilier du ministre de l'économie, Hervé Gaymard, contredisant les propos récents du ministre.

## Vendredi25 février
- Face à la pression médiatique, Hervé Gaymard, le ministre de l'économie et des finances démissionne. Thierry Breton, ancien patron de France Télécom, lui succède à Bercy.

## Samedi26 février
- Ouverture à la Porte de Versailles du 42e Salon de l'Agriculture.
- 30e cérémonie des Césars du cinéma. Triomphe du cinéma indépendant avec quatre récompenses pour « L'Esquive ».
- Fermeture avant déménagement de la Cinémathèque du Palais de Chaillot. Cette antenne de la Cinémathèque d'Henri Langlois avait ouvert ses portes en 1963. Réouverture dans sept mois à Bercy dans un complexe comprenant un musée et quatre salles, notamment.

## Lundi28 février
- France : le Parlement réuni en Congrès à Versailles a adopté le projet de loi constitutionnelle portant révision du titre XV de la Constitution, préalable à la ratification du traité établissant une constitution pour l'Europe.
- France-Pologne, Arras : premier sommet franco-polonais entre les présidents de la République française Jacques Chirac et polonaise Aleksander Kwaśniewski.